# Climate Action Network
Het Climate Action Network (CAN) is een koepelorganisatie van niet-gouvernementele organisaties die actief zijn op het vlak van de opwarming van de Aarde. De organisatie is vooral actief op vlak van het United Nations Framework Convention on Climate Change. CAN verenigd een 700-tal organisaties die actief zijn in 95 landen. 
Het publiceert een dagelijkse nieuwsbrief ECO en ook jaarlijks de Climate Change Performance Index.

## Organigram
De organisatie heeft regionale afdelingen:
- CAN Noord-Afrika (CAN Maghreb)
- CAN (West)-Afrika
- CAN Zuid-Afrika (SACAN)
- CAN Oost-Afrika
- CAN Oost-Europa en Centraal-Azië
- CAN Europa 
  - CAN France (RAC France)
- CAN Latijns-Amerika  (CAN-LA)
- CAN Noord-Amerika
  - CAN Canada (RAC-Canada)
  - CAN-United States (USCAN)
- CAN Zuid-Azië (CANSA)
- CAN Zuidoost-Azië (CANSEA)
  - CAN China
- Can Australië (CANA)